# Şehzade Cem
Şehzade Cem Sultan, noto anche come Zizim, Gem o Djem (22 dicembre 1459 – Capua, 25 febbraio 1495) è stato un principe ottomano, pretendente al trono dell'Impero ottomano.
Figlio di Maometto II, alla morte di costui contese il sultanato al fratello maggiore Bayezid; quando questi prevalse, Cem si consegnò ai Cavalieri di Rodi, e fu tenuto prigioniero prima da questi e successivamente da papa Innocenzo VIII, che si servirono della sua prigionia, e della minaccia di liberarlo al fine di destabilizzare Bayezid, per servire le proprie politiche in opposizione all'Impero ottomano.

## La prima parte della vita
Cem era il terzo figlio del sultano Maometto II; la madre, una concubina del suo harem, era Çiçek Hatun. Cem aveva due fratellastri maggiori: Bayezid, nato nel 1448, e Mustafa, nato nel 1450. Come i suoi fratelli, Cem ricevette un'accurata istruzione in geografia, storia, letteratura e nelle scienze naturali.
All'età di otto anni, Cem fu nominato governatore di Kastamonu, nell'Anatolia settentrionale. Nel 1472 fu reggente per alcuni mesi mentre il padre e i due fratelli maggiori erano impegnati in una spedizione nell'Anatolia orientale. Dopo la morte per malattia di Mustafa, nel 1474, Cem prese il suo posto come governatore della provincia di Karaman.

## La lotta per il trono
La morte di Maometto II (3 maggio 1481) diede avvio alla lotta per il trono. Bayezid era governatore di Sivas, Tokat e Amasya, mentre Cem governava le province di Karaman e Konya. La corte era divisa tra i sostenitori di Bayezid e quelli di Cem. Il gran visir Karamanlı Mehmet Pascià tentò di tenere segreta la morte di Maometto, e inviò messaggeri ai due fratelli per informarli. Ma quello destinato a Cem fu fermato per via da Sinan Pascià, che governava l'Anatolia ed era favorevole a Bayezid. Cem fu quindi informato della morte di suo padre quattro giorni dopo il fratello. A Costantinopoli, il 4 maggio, i giannizzeri, che sostenevano Bayezid, si rivoltarono e assassinarono Karamanlı Mehmet Pascià. In assenza di Bayezid, suo figlio, il principe Korkut, occupò il trono come reggente.
Bayezid giunse a Costantinopoli il 21 maggio e fu proclamato Sultano. Sei giorni dopo Cem occupò la città di İnegöl con un esercito di 4000 uomini. Bayezid inviò contro Cem un contingente al comando del visir Ayas Pascià, ma esso fu sconfitto il 28 maggio dalle truppe di Cem, che si proclamò sultano dell'Anatolia e stabilì la sua capitale a Bursa. Cem propose a Bayezid di dividere l'impero, lasciandogli la parte europea, ma Bayezid rifiutò l'offerta senza esitare e marciò su Bursa. La battaglia decisiva tra i due fratelli ebbe luogo vicino a Yenişehir. Cem fu sconfitto e fuggì con la famiglia verso la Siria (che faceva parte del sultanato dei Mamelucchi), raggiunse Damasco e poi Il Cairo, dove fu accolto dal sultano Qāʾit Bāy.
Bayezid offrì a Cem la somma di un milione di akçe (la moneta ottomana) per convincerlo a rinunciare al trono. Cem rifiutò e l'anno dopo invase di nuovo l'Anatolia. Il 27 maggio 1482 pose l'assedio a Konya, ma presto fu costretto a ritirarsi ad Ankara, con l'intenzione di tornare al Cairo; ma tutte le strade per l'Egitto erano controllate da Bayezid. Cem, con pochi seguaci, chiese protezione al capitano spagnolo del castello di Bodrum. Pierre d'Aubusson, Gran Maestro dei Cavalieri di Rodi, lo invitò allora a Rodi, dove giunse il 29 luglio e fu ricevuto con onore. In cambio del rovesciamento di Bayezid, Cem offrì la pace perpetua tra l'Impero ottomano e il mondo cristiano, ma Bayezid corruppe i Cavalieri, e Cem da ospite divenne prigioniero.

## La prigionia e l'esilio

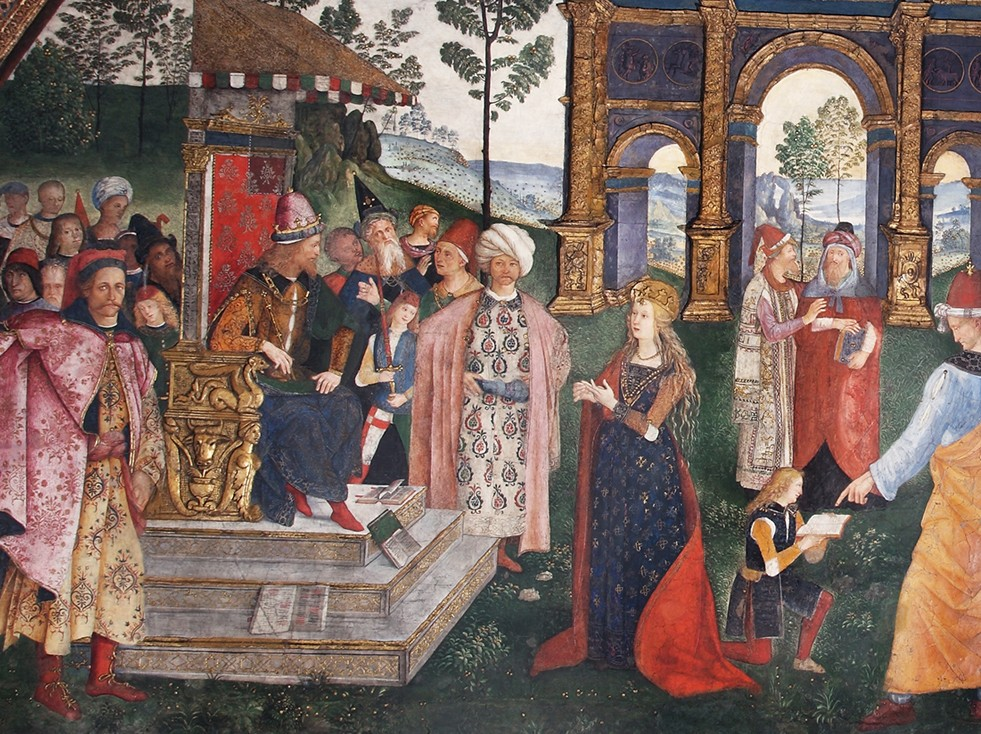
Cem nella Disputa di Santa Caterina del Pinturicchio

Cem, perduta la libertà, fu inviato in Francia e tenuto prigioniero nel castello di Rochechinard, nel Delfinato, e poi in quello di Bourganeuf nel Limosino. Come pretendente al trono ottomano, Cem era una minaccia per Bayezid II, e d'Aubusson ottenne da lui il pagamento di una somma di 40.000 ducati all'anno per tenere Cem prigioniero. Dopo sei anni, Cem fu consegnato a papa Innocenzo VIII, che pensava di utilizzarlo nell'ambito del suo progetto di crociata contro gli Ottomani; ma esso non si realizzò mai, perché i sovrani europei rifiutarono di parteciparvi. Il papa, inoltre, chiese a Cem di convertirsi al cattolicesimo, ma ricevette un rifiuto. Tuttavia Cem fu utile ai disegni politici di Innocenzo, poiché questi minacciava di liberarlo ogni volta che Bayezid progettava una campagna militare contro gli Stati cristiani dei Balcani. Nel 1494 Alessandro VI, successore di Innocenzo, consegnò Cem al re di Francia Carlo VIII, che si trovava allora in Italia per reclamare il regno di Napoli, che stava progettando una spedizione contro l'Impero ottomano.
Cem morì a Capua il 25 febbraio 1495. Bayezid dichiarò tre giorni di lutto nazionale, e chiese la restituzione della salma di Cem per poter celebrare un funerale secondo il rito islamico. Il corpo fu restituito solo quattro anni dopo e fu sepolto a Bursa.
In questo periodo fu scritto un libro in latino sulla vita di Cem. Esso fu illustrato da Guillaume Caoursin, vice-cancelliere dei Cavalieri di Rodi. Ebbe edizioni in varie città d'Europa (Venezia, Parigi, Bruges, Salamanca, Ulm, Londra), e le illustrazioni che contiene furono le prime rappresentazioni accurate in Europa occidentale dei costumi e delle armi dei Turchi ottomani.

## Famiglia

### Consorti
Cem aveva una sola concubina nota:
- Gülşirin Hatun. Non si sa di quali figli fosse madre.
- Almeno altre due concubine sconosciuta[6]

### Figli
Cem aveva almeno tre figli:
- Şehzade Abdullah (morto nel 1481, giustiziato da Bayezid II e sepolto nel mausoleo di Orhan I a Bursa)
- Şehzade Oğuzhan (? - Costantinopoli, 1482, giustiziato da Bayezid II). Chiamato anche Şehzade Oğuz.
- Şehzade Murad (Karaman, prima del 1480 - Rodi, dicembre 1522, giustiziato da Solimano I). Si convertì al cristianesimo con il nome di Pierre Mehmed e papa Alessandro VI lo creò principe di Sayd. Sposò una donna italiana, da cui ebbe quattro figli e tre figlie.

### Figlie
Cem aveva almeno due figlie:
- Gevhermelik Hatun (Karaman, prima del 1480 - dopo il 1503). Chiamata anche Gevhermülük Hatun, sposò nel 1496 Al-Nasir Muhammad ibn Qaitbay, figlio di Qaytbay, e, dopo essere rimasta vedova nel 1498, si risposò con Sinan Pasha, governatore dell'Anatolia, nel 1503.
- Ayşe Hatun (Karaman, prima del 1480 - dopo il 1503). Sposò nel 1503 Mehmed Bey, figlio di Sinan Pasha e governatore di Giannina.

## Cultura di massa
- La vicenda di Cem è trattata nel racconto Prokleta avlija dello scrittore jugoslavo Ivo Andrić, pubblicato in lingua serba nel 1954 e tradotto in italiano nel 1962 da Bompiani col titolo Il cortile maledetto[7], tradotto in seguito come "La corte del diavolo" da Lionello Costantini nel 1992 e pubblicato da Adelphi.
- Şehzade Cem compare nella prima stagione della serie TV canadese I Borgia, interpretato dall'attore britannico Elyes Gabel.
- Şehzade Cem compare nella prima stagione della serie TV francese Borgia. Faith and Fear, interpretato dall'attore Nicolás Belmonte.
- Şehzade Cem compare nel videogioco Assassin's Creed: Revelations, nei panni di un Templare poi ucciso dalla Setta degli Assassini.